# The Big One (Pleasure Beach Resort)
The Big One (bis 2011 Pepsi Max Big One) im Pleasure Beach Resort (Blackpool, Lancashire, UK) ist eine Stahlachterbahn vom Modell Hyper Coaster des Herstellers Arrow Dynamics, die am 28. Mai 1994 eröffnet wurde.
Zum Zeitpunkt ihrer Eröffnung war sie die höchste, schnellste und steilste Achterbahn der Welt, mit 64,9 Metern Höhe und einem First Drop von 62,5 Metern. Ihren Rekord gab sie 1996 an Fujiyama im Fuji-Q Highland (Fujiyoshida, Japan) ab. Danach war sie nur noch die höchste und schnellste Achterbahn in Europa. 2001 musste sie ihren Rang als schnellste Achterbahn Europas an Colossos im Heide-Park abgeben. Bereits ein Jahr später wurde sie von Silver Star im Europa-Park als höchste Achterbahn Europas abgelöst. Heute (Stand: Oktober 2023) gilt sie immer noch als die höchste Achterbahn im Vereinigten Königreich.
Sie wurde von John Roberts von Allott & Lomax entworfen.

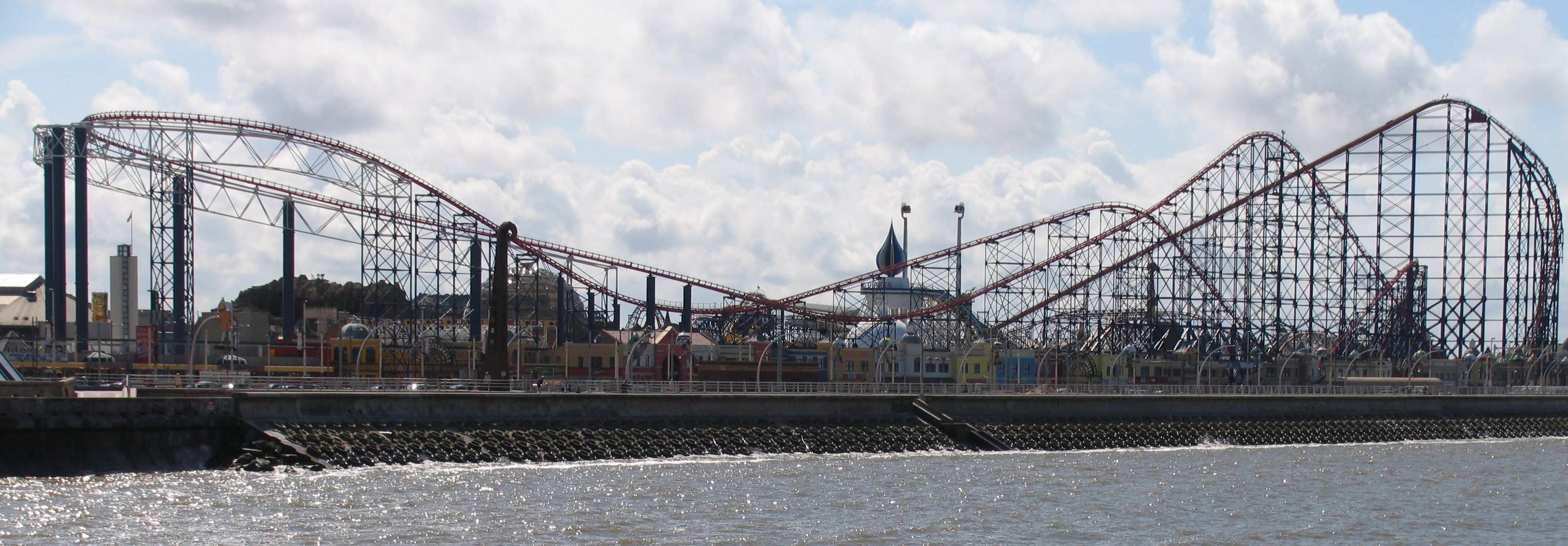
Übersicht

## Züge
The Big One besitzt drei Züge mit jeweils fünf Wagen. In jedem Wagen können sechs Personen (drei Reihen à zwei Personen) Platz nehmen. Die Fahrgäste müssen mindestens 1,32 m groß sein, um mitfahren zu dürfen.

## Medien
Die Achterbahn war der Drehort für das Musikvideo „Fairground“ von der Popgruppe Simply Red. Außerdem kommt die Bahn im Film Sieben Minuten nach Mitternacht vor.